# Чирково (Любимский район)
Чирково — деревня в Любимском районе Ярославской области.
С точки зрения административно-территориального устройства входит в состав Воскресенского сельского округа. С точки зрения муниципального устройства входит в состав Воскресенского сельского поселения.

## География
Находится в пределах центральной части Московской синеклизы Восточно-Европейской (Русской) платформы, возле реки Соть. Ближайший населённый пункт — деревня Будаково.

### Климат
Климат характеризуется как умеренно-континентального климата с умеренно-теплым влажным летом, умеренно-холодной зимой и ярко выраженными сезонами весны и осени. Среднегодовая температура — +3,2°С. Средняя температура самого тёплого месяца (июля) — +18,2°С; самого холодного месяца (января) — −11,7°С. Абсолютный максимум температуры — +34°С; абсолютный минимум температуры — −35°С.

## Население
В 1989 году население составило 10 чел., в 2002 году — 5 чел. (русские 100 %), в 2007 году — 3 чел., в 2010 году — 4 чел.
Большую часть населения составляют пенсионеры.

## Инфраструктура
Мост через реку Соть (разрушен).